# Universidad de Yukón
La Universidad de Yukón (en inglés: Yukon University) es una universidad pública del territorio canadiense de Yukón. El campus principal de la universidad se encuentra en Whitehorse, aunque la institución también cuenta con 12 campus en todo el territorio. La universidad confiere títulos de grado, diplomas y certificados, así como formación profesional y educación básica para adultos. La institución es actualmente la única universidad con sede en el norte de Canadá.
Los orígenes de la institución se remontan al Centro de Formación Profesional y Técnica de Whitehorse, creado en 1963, que posteriormente pasó a llamarse Centro de Formación Profesional y Técnica de Yukón en 1965. La institución funcionaba como un centro de educación postsecundaria que ofrecía formación profesional a sus estudiantes. En la década de 1980, la institución se reorganizó como colegio universitario. La institución funcionó como Yukon College hasta que se reorganizó en una universidad en 2020, convirtiéndose en la primera en cualquiera de los territorios del norte de Canadá.

## Campus

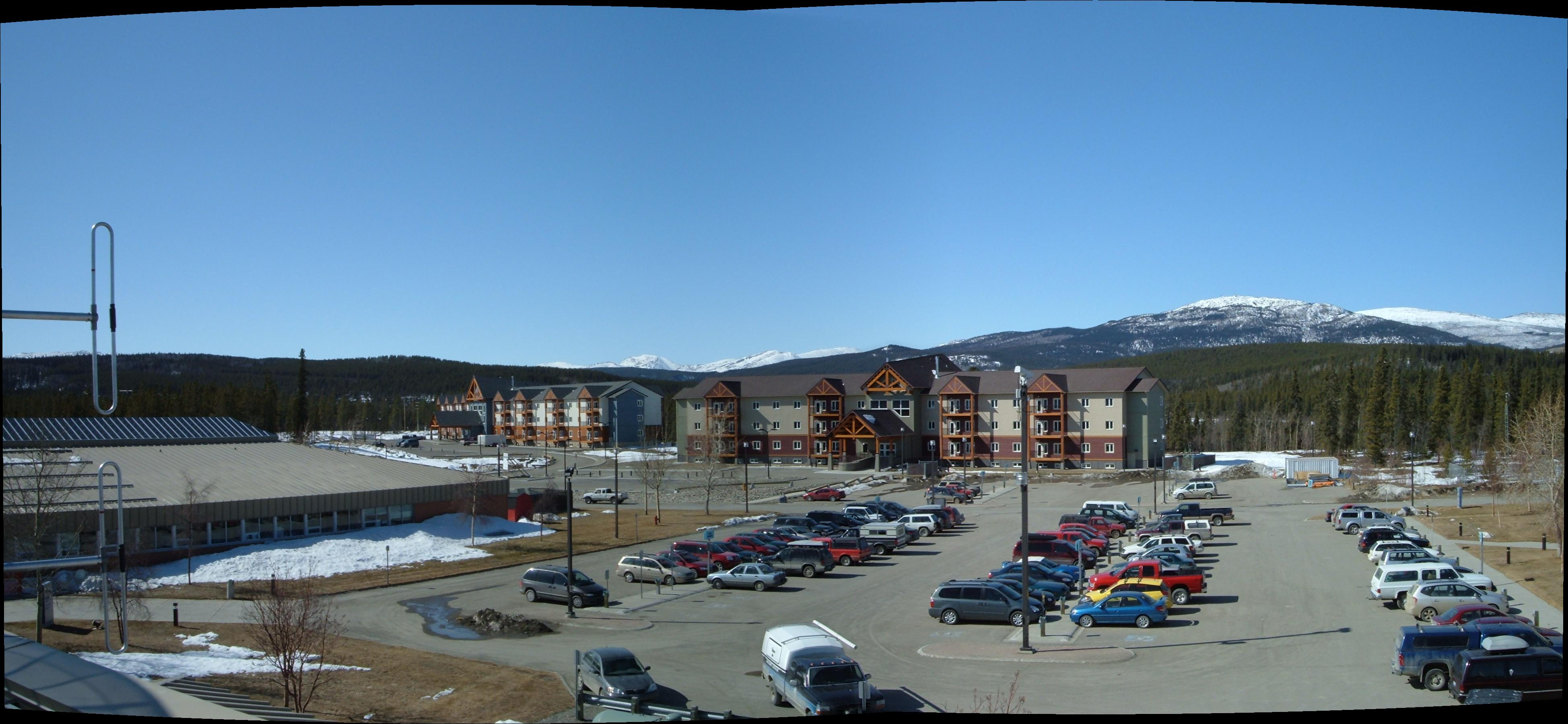
Panorama desde el tejado de la Universidad de Yukón.

El campus principal de la universidad, también conocido como Ayamdigut, se encuentra a 4 kilómetros al norte del centro de Whitehorse, situado en una meseta con una pendiente de 20-25 metros hacia el este, el sur y el oeste. La propiedad del campus tiene 97 hectáreas, aunque la mayoría de las zonas fuera del núcleo central de la propiedad siguen sin urbanizar. En particular, las zonas adyacentes al arroyo McIntyre están zonificadas para la protección del medio ambiente por el gobierno municipal.
La propiedad limita al oeste con McIntyre Creek, al noreste con Mountain View Drive, al sureste con University Drive y el Centro Penitenciario de Whitehorse, y al sur con el barrio residencial de Takhini. La propiedad está rodeada por otros barrios residenciales, como Northlands Trailer Park y Whistle Bend, aunque el núcleo del campus permanece geográficamente aislado de estos barrios. Se puede acceder al campus principal a través de University Drive, que se desvía hacia el oeste de la carretera principal y sube de forma constante hacia el campus. Entre las instituciones adyacentes al campus se encuentran los Archivos de Yukón y el Centro de Artes de Yukón.

### Viviendas e instalaciones para estudiantes
La mayoría de los edificios residenciales de la universidad están situados en la periferia occidental de la parte urbanizada de la propiedad.

### Instalaciones fuera del campus
Además del campus de Ayamdigut en Whitehorse, la universidad también tiene campus más pequeños en las comunidades yukonesas de Faro, Teslin, Watson Lake, Mayo, Ross River, Pelly Crossing, Carmacks, Haines Junction, Carcross, Old Crow y Dawson City. También hay un campus en el Centro Correccional de Whitehorse.

## Áreas académicas
La Universidad de Yukón es una institución financiada con fondos públicos que funciona como una universidad "híbrida"; sirve como centro de investigación y ofrece programas de grado, a la vez que ofrece programas de formación profesional y de oficios típicos de las universidades canadienses. La universidad es miembro de Colleges and Institutes Canada y está en proceso de solicitar su adhesión a Universities Canada.
La Universidad de Yukón ofrece certificados, diplomas y títulos a través de seis áreas académicas: la Escuela de Desarrollo Académico y de Habilidades, la Escuela de Ciencias, la Escuela de Oficios, Tecnología y Minería, la Escuela de Salud, Educación y Servicios Humanos, la Escuela de Artes Liberales y la Escuela de Negocios y Liderazgo.
Los programas académicos de la universidad permiten a los yuconianos permanecer en el norte mientras cursan estudios postsecundarios. También da cabida a las demandas de formación por contrato de la industria local y el gobierno en una serie de especialidades. La programación se imparte de un campus a otro, en todo Yukón, mediante cursos impartidos localmente y tecnología de aprendizaje en línea. El Comité Presidencial de Iniciativas de las Primeras Naciones, con representantes de las catorce Primeras Naciones de Yukón, influye en la programación y los servicios prestados en la universidad.
En cuanto a la investigación y el desarrollo, la universidad alberga el Centro de Investigación de Yukón.

### Asociación
La Universidad de Yukón gestiona una escuela postsecundaria de bellas artes conocida como Escuela de Artes Visuales de Yukón, en colaboración con la Sociedad de Arte de Dawson City y la Primera Nación Trʼondëk Hwëchʼin.
La universidad participa en la red internacional de la Universidad del Ártico y coopera con varias universidades para impartir programas, como la Universidad de Alberta, la Universidad de Regina, la Universidad de Columbia Británica y la Universidad de Alaska Southeast.